# Hadda
Haḍḍa è un sito archeologico appartenente alla cultura greco-battriana localizzato nell'antica regione di Gandhara, a circa 9,5 chilometri a sud della città di Jalalabad, odierno Afghanistan.

## Ritrovamenti

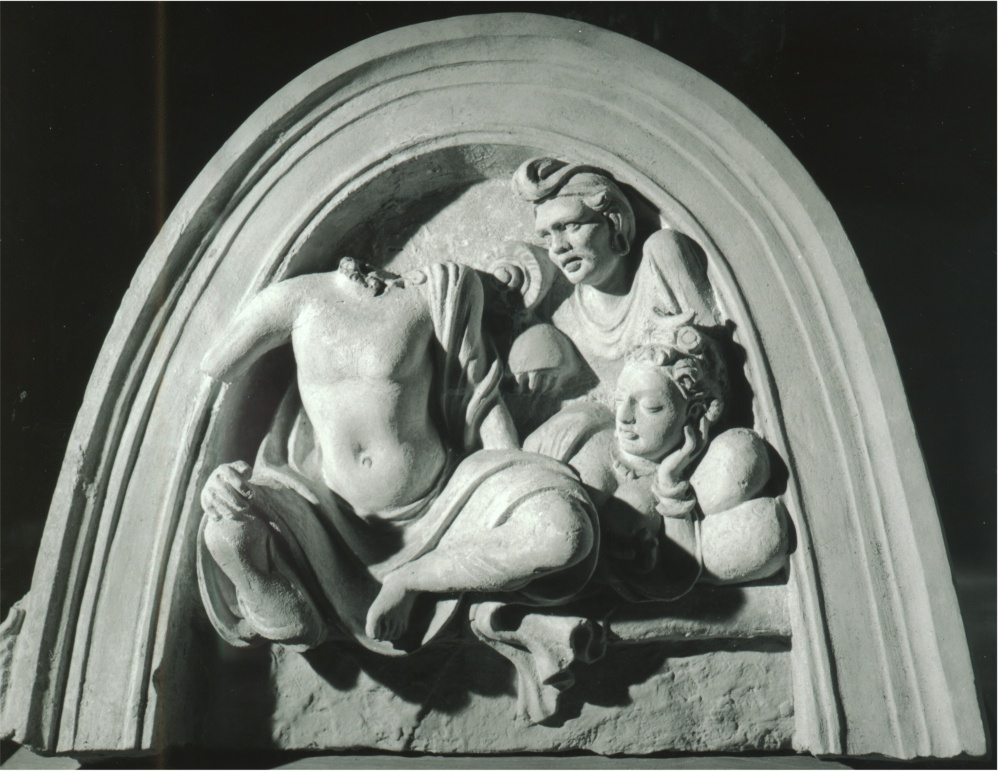
Bodhisattva e Chandeka, Hadda, V secolo d.C.

Durante gli scavi eseguiti tra gli anni 1930 e gli anni 1970 furono portate alla luce circa 23.000 sculture appartenenti alla cultura greco-battriana; queste opere combinano in un perfetto stile artistico elementi sia del buddismo che dell'ellenismo. Anche se lo stile ellenistico utilizzato per le opere si riconduce al I/II secolo a.C., tutte le sculture rinvenute sono generalmente datate al I secolo d.C. Questa differenza potrebbe essere spiegata da una conservazione dello stile ellenistico per un paio di secoli o può indicare che le varie datazioni sono da spostare più indietro nel tempo.

Data l'antichità di queste sculture e la loro raffinatezza tecnica comprensiva di tutti i caratteri appartenenti alla scultura greca, si pensa che la comunità ellenica sia stata direttamente coinvolta in queste realizzazioni e che "la zona potrebbe essere la culla della scultura buddista nello stile indo-greco" (Boardman).
Lo stile di molti dei lavori rinvenuti a Hadda è altamente ellenistico, e può essere paragonato, per esempio, alle sculture trovate nel Tempio di Apollo Epicuro, Grecia.

## Opere d'arte
Un gruppo scultoreo rinvenuto a Hadda e sito della Tapa-i-Shotor, rappresenta un Buddha circondato da un Eracle e Tyche perfettamente ellenistico, in possesso di un cornucopia. Il solo adeguamento dell'iconografia greca è che Eracle detiene la folgore di Vajrapani piuttosto che la sua solita clava. 
Altra opera degna di nota è il "Genio con fiori", oggi a Parigi presso il Museo Guimet.

## Testi buddisti
Si pensa che ad Hadda siano stati rinvenuti i più antichi manoscritti buddisti di tutta l'India, probabilmente risalenti al I secolo d.C. Scritti in lingua gandhari e utilizzando l'alfabeto Kharosthī su corteccia d'albero, sono stati rinvenuti in una pentola di creta che porta un'iscrizione nella stessa lingua. Questi testi appartengono al canone della setta dei Sarvastivadin, che per molto tempo fu considerato come perso, la quale dominò la Gandhara e fu l'artefice della diffusione del Buddismo in Asia centrale e orientale. I manoscritti sono ora in possesso della British Library.

## Distruzione
Sembra che Hadda sia stata quasi completamente distrutta durante i combattimenti nella guerra civile in Afghanistan.